# Hunsyal, Bijapur
Hunsyal là một làng thuộc tehsil Bijapur, huyện Bijapur, bang Karnataka, Ấn Độ.